# Zune软件
Zune軟件是一款已停用的微軟Windows媒體管理應用程序，可充當媒體播放器和媒體流服務器，也能用於與Zune、微軟Kin和Windows Phone 7的設備同步。
2015年11月15日，Zune在線服務關閉，已被Windows Phone應用程序、微軟手機小幫手、Groove Music和Xbox Video取代。

## 內容
Zune Marketplace提供查看或使用微軟積分購買音樂、播客、電視節目、電影、音樂、視頻和應用程序的在線商店。
Zune Pass提供音樂訂閱服務，只要訂閱處於活動狀態，用戶就可以下載無限量的歌曲。
Zune Social提供社交功能核心組件，Zune Card在其他網站的頁面嵌入小部件。